# Спьяццо
Спьяццо (итал. Spiazzo) — коммуна в Италии, располагается в провинции Тренто области Трентино-Альто-Адидже.
Население составляет 1225 человек (2008 г.), плотность населения составляет 17 чел./км². Занимает площадь 70 км². Почтовый индекс — 38088. Телефонный код — 0465.
Покровителем коммуны почитается святой Вигилий из Тренто, празднование 26 июня.

## Демография
Динамика населения:

## Администрация коммуны
- Официальный сайт: